# Едуард Тингатинга
 Тази статия е за художника Едуард Тингатинга.  За стила в живописта вижте Тингатинга.  
Едуард Саиди Тингатинга (на английски и на суахили: Edward Saidi Tingatinga) е африкански самоук художник.
Има кратка творческа биография, прекъсната от насилствена смърт. Въпреки това със забележителното си творчество поставя началото на стил в живописта, който носи неговото име и последователите и почитателите му непрекъснато растат. Картините му са многоцветни, с изображения на птици, диви животни и хора. Характерни за тях са липсата на дълбочина в перспектива, употребата на ярки цветове и блестящи неразредени бои, които им придават наситеност и блясък.

## Семейство
Тингатинга е роден през 1932 г. в село Намочелия, което днес носи името Накапаня и се намира в Танзания, до границата с Мозамбик. Произхожда от бедно селско семейство. Майка му Агнес Нтембо принадлежи към племето макуа, обитаващо Северен Мозамбик и части от Южна Танзания. Двамата с Едуард са християни, а баща му, Саиди Тингатинга е мюсюлманин от етническата група нгиндо. Семейството има 4 деца, най-голям от които е Едуард. Останалите са Галус Андреа, Сесилия Мпата и Саймън Мпата, който също като по-големия си брат става художник. Едуард посещава училище към Католическата мисия само четири години и завършва четвърти клас. Останалата част от ранните си години прекарва като всички селски момчета – подпомагане при общите задължения в дома, обучение на различни занаяти и обработка на земята, която е основното средства за издръжка на семейството.

## Начало
Семейството трудно изхранва децата си и затова през 1957 г. (по други данни през 1955 г.) Едуард напуска родното си село и заминава да търси работа в регион Танга в североизточната част на страната. В продължение на две години работи като селскостопански работник на насажденията от сизал. През 1959 г. решава да замине за Дар ес Салаам при братовчед си Мзе Лумумба, който отдавна се е установил в града. Братовчедът работи като готвач в Ойстър бей, един от богатите крайбрежни квартали на Дар ес Салаам. Тингатинга започва работа при същия работодател като градинар, а след като работодателят си заминава от Танзания, двамата се преместват в пренаселения бедняшки квартал Мсасани Микорошони. Едуард започва работа като уличен продавач на плодове и зеленчуци, обикаляйки Ойстър бей и околностите с велосипед. Допълнително бродира и продава калъфи за възглавници, покривки и завивки за легла. Научава се и да плете рогозки и кошници. Дори прави рисунки по някои къщи, което е традиция в неговия роден край.

## Кариера
След обявяването на независимостта на Танзания през 1961 г. в страната пристигат много художници от Белгийско Конго (сега Демократична република Конго), които продават евтини картини по улиците на града. Тингатинга решава също да опита и създава първата си картина върху парче талашит, намерено на тавана с неизвестна боя за домакински цели и четка, заета от приятел. Продава картината си за 10 танзанийски шилинга и това е началото на кариерата му като художник. Купува си материали като постепенно успява да се снабди с по-качествени бои и четки.
През 1968 г., когато е на 36 години прави първите си опити да рисува с четка и маслени бои. Първоначално рисува животни и разнообразни сцени от природата върху квадратни талашитени парчета, обикновено с размери около 60 х 60 cm. Едуард е талантлив човек и творческа личност във всяко едно отношение. По същото време се включва в традиционен състав, където се изпълняват танците с маски маконде. Научава се и да свири на ксилофон. Чрез тази група се присъединява към младежкото крило на управляващата политическа партия на Ниерере TANU.
През 1970 г. се жени да Агата Матака и продължава да рисува в дома си в квартал Мсасани Микорошони, където заема една стая заедно със семейството си. Раждат му се две деца – син Дауди и дъщеря Мартина. Съпругата и племенникът му, а понякога и самият той продават картините, като ги излагат в Ойстър бей и оживената търговска зона на Дар ес Салаам Морогоро.
Младежкото крило на TANU му осигурява работа в медицинския център Мухимбили в Дар ес Салаам като асистент на медицинските сестри. По това време един от туристите, закупили негова картина, го препоръчва на тогавашната Национална художествена компания, клон на Националната организация за сътрудничество и развитие. Компанията проявява интерес към картините му и се договарят Тингатинга да рисува и за нея. С тези новопридобити клиенти той си осигурява допълнителна постоянна работа, която му носи около 60 танзанийски шилинга за картина. Така рисуването става основно негово занимание и доход, с който може да издържа семейството си. Работата му скоро става популярна сред европейските туристи и постепенно семейството започва да се изхранва с тези продажби. Чувства се достатъчно финансово осигурен, напуска работата си в медицинския център и се отдава изцяло на живописта. Наема няколко млади свои родственици като чираци, които да му помагат. Това са Аджаба Абдала Мталия, Линда Джануари, Адеуси Мандо, Каспър Тедо, Омари Амонде и по-малкия му брат Саймън Мпата. В началото те са само помощници, но той постепенно започва да ги обучава и насърчава да създават свои собствени творби. Така около него се създава един творчески кръг от млади художници, които продължават дейността си и след неговата смърт.

## Смърт
Тингатинга е известен като талантлив и много контактен човек. Една нощ през 1972 г. заедно с колегите си Тедо и Дауди се качват без разрешение в колата на свой близък и на шофьорското място сяда Дауди. Полицаи искат да ги спрат, но Дауди се опитва да избяга, защото няма шофьорска книжка. Органите на властта решават, че това са крадци и започва преследване. Движейки се по „Самора аверю“ в Дар ес Салаам полицията стреля няколко пъти по тях. Един от куршумите улучва Едуард фатално, а Тедо и Дауди като по чудо избягват останалите. Едуард обаче почива на път за болницата.
Едуард Тингатинга е погребан в гробището на Мсасани Микорошони в Дар ес Салаам. Той почива на 40-годишна възраст, оставяйки след себе си две деца и много последователи. Синът му Дауди също рисува тингатинга и е активен член на дружеството „Изкуството тиндига“, а дъщеря му е омъжена и живее в Дар ес Салаам. Съпругата на Едуард почива през 1995 г.

## Спорове за произхода
В своя статия от 1996 г. шведската художничка, изкуствовед, доктор по история на изкуството и преподавателка по история на африканското изкуство в университета в Упсала, проф. Берит Салстрьом пише, че Едуард Тингатинга е роден в Мозамбик, като го нарича Едуардо Тингатинга. Салстрьом твърди следното: „Съществувал е човек на име Едуардо С. Тингатинга. Роден е в Мозамбик, но през 1960-те години създава форма на изкуство, която се идентифицира с новата му Родина Танзания. Днес тингатинга е танзанийският термин за това изкуство.“ Самата Салстрьом никога не е ходила в Танзания, а публикацията и е направена на база интервюта и изследвания на нейна студентка.
Общността TACS и семейството на Едуард Тингатинга не са съгласни с тези твърдения и не ги приемат. Те пишат на проф. Салстрьом, като я приканват официално да промени позицията си относно родната страна на художника, но изкуствоведката отказва. Отказва да добави към статията си и годината на издаването ѝ, така че повечето читатели я приемат като ново изследване.
Статията, която иначе е много информативна, придобива голяма популярност и се копира от музеи и художествени галерии по цял свят, а информацията от нея се публикува в различни каталози и други печатни издания. По тази причина много хора смятат, че изкуството тингатинга наистина произхожда от Мозамбик, а информацията е разпространена и от международните медии.

## Влияние на творчеството му
Старото изкуство на Танзания, възродено от Едуард Тингатинга има много последователи и бързо се разпространява в страната, Кения и из цяла Източна Африка. В Морогоро, там където стават първите продажби на негови картини, сега има открита голяма галерия на кооперирани художници, работещи в стил тингатинга. Тук те създават и продават своите произведения. Обикновено картините представляват различни стилизирани животни, често преплетени с пера от пауни, като част от тях са туристически ориентирани. Те са продължение на традицията на древните скални рисунки, открити в Танзания и стилизирани по аналогичен начин.
В наше време са организирани различни училища за живописта тингатинга. Част от художниците, които се занимават с този тип живопис са организирани в „Tinga Tinga Arts Co-operative Society“ (TACS).
Изкуството тингатинга намира място в илюстрациите на книги, особено детски и във филмовото изкуство. „Walt Disney Penguin“ и други компании започват да използват името „тингатинга“ за новите си програми за деца, наречен „Приказки тингатинга“. Някои анимационни филми са базирани на илюстрации, създадени от членовете на TACS – Мбуана Суди, Маулана Саиди, Хасани Камале, Абаси Рафики и Заши Чимуанда, както и от независимия художник Джон Килака.